# 沙克爾福德 (加利福尼亞州)
沙克爾福德（英語：Shackelford）是位於美國加利福尼亞州斯坦尼斯洛斯縣的一個人口普查指定地區。

## 地理
沙克爾福德的座標為37°36′54″N 120°59′27″W / 37.61500°N 120.99083°W，而該地最高點為海拔高度26米（即85英尺）。

## 人口
根據2010年美國人口普查的數據，沙克爾福德的面積為1.765平方千米，當中陸地面積為1.739平方千米，而水域面積為0.026平方千米。當地共有人口3371人，而人口密度為每平方千米1,909人。